# Ken Hisatomi
Ken Hisatomi (japanisch 久富 賢 Hisatomi Ken; * 29. September 1990 in der Präfektur Saga) ist ein japanischer Fußballspieler.

## Karriere
Hisatomi erlernte das Fußballspielen in der Schulmannschaft der Tokai University Daigo High School. Seinen ersten Vertrag unterschrieb er 2009 bei Yokohama FC. Der Verein spielte in der zweithöchsten Liga des Landes, der J2 League. 2011 wechselte er zum Drittligisten Matsumoto Yamaga FC. Am Ende der Saison 2011 stieg der Verein in die J2 League auf. Im August 2012 wechselte er zum Drittligisten Fujieda MYFC. 2016 wechselte er zum Ligakonkurrenten Blaublitz Akita. Mit Blaublitz feierte er 2020 die Meisterschaft der dritten Liga und den Aufstieg in die zweite Liga.

## Erfolge
Blaublitz Akita
- J3 League: 2020  ▲